# Kỳ đà mây
Kỳ đà mây (Danh pháp khoa học: Varanus nebulosus) đã tách thành 2 loài riêng biệt so với kỳ đà vân (Varanus bengalensis) mà còn gọi là kỳ đà Ấn Độ, hiện nay, phân loài kỳ đà này đã được nâng lên thành cấp độ loài. Kỳ đà mây phân bố ở khu vực Đông Nam Á, xuất hiện ở Myanma, Việt Nam, Campuchia, Thái Lan, Malaysia, Indonesia Tại Việt Nam, phân loài này phân bố ở Quảng Trị, Thừa Thiên Huế, Kon Tum, Gia Lai, Đắk Lắk, Bình Phước, Đồng Nai, Kiên Giang, Bà Rịa – Vũng Tàu.
Trong tiếng Anh, chúng được gọi là kỳ đà mây (Clouded monitor) còn ở Việt Nam, chúng còn được gọi là con cà cuống, cà cuốc hoặc gọi là kỳ đà vân do Việt Nam chỉ có phân loài này. Chúng thuộc nhóm động vật biến nhiệt, hoạt động nhiều ở nhiệt độ môi trường từ 200C đến 400C nên chỉ phân bố tại các vùng phía nam (từ Quảng Trị tới Cà Mau). Chúng động vật hoang dã quý hiếm nằm trong danh mục sách đỏ động vật Việt Nam.

## Đặc điểm

### Mô tả
Kì đà mây có thân màu vàng xám, rải rác có các đốm vàng nhỏ ở lưng có nhiều vết xám to xếp theo chiều ngang, nhưng những vết này không rõ ở đuôi. Chúng cơ thể dài tới 2m, kích thước và hình dáng tương tự như Kỳ đà hoa hay kỳ đà nước, song đuôi chúng không dẹp bên, lỗ mũi là một khe xiên có vị trí gần mắt hơn đầu mõm, lưng có màu xám hay nâu nhạt với những đốm vàng nhỏ rải rác, các chi có những vết màu đen nhạt nằm theo chiều ngang và có những vân đen, bụng có nhiều vân nâu xám và vàng. 

### Tập tính
Sống chủ yếu ở vùng rừng núi, những môi trường khô ráo ít nhiều gắn bó với các vực nước, nhất là những vùng rừng núi và thường sống trong những gốc cây, hốc đá, kẽ hở đất, đá ban ngày thường ngủ, nghỉ, ban đêm đi kiếm ăn. Thức ăn của phân loài này là sâu bọ, ếch nhái, thằn lằn, chim nhỏ và thú nhỏ. Chúng bơi giỏi, leo trèo giỏi thường kiếm ăn trên mặt đất hoặc trên cây, ăn côn trùng, thằn lằn, chim và thú nhỏ, đôi khi phá cả tổ chim để ăn trứng và chim non.
Kỳ đà mây là khắc tinh của sâu bọ, chuột và là nguồn gen quý hiếm góp phần tạo nên tính đa dạng sinh học ở Việt Nam. Chúng ẩn trong những hang sâu dưới những tảng đá hoặc trong đám rễ cây. Một khi Kỳ đà đã lọt vào trong hang thì khó mà có thể lôi chúng ra ngoài, do chúng phình to thân bám chặt lấy thành trong của hang. Gặp nguy hiểm Kỳ đà vân có thể nằm giả chết, ngay cả khi nhấc đuôi lên, chúng vẫn không cử động. 

### Sinh trưởng
Kì đà cái đào hố đẻ trứng vào mùa mưa, số lượng khoảng 24 quả. Trong mùa sinh sản, các cá thể đực đánh nhau để giành cá thể cái. Vào mùa mưa, Kỳ đà mây đẻ khoảng 24 trứng có vỏ dai vào hố do chúng tự đào rồi dùng mõm để lấp đất lên hố có chứa ổ trứng. Kỳ đà sinh trưởng, phát triển mạnh sau mỗi lần lột xác (lột da). Sau mỗi lần lột da, nếu chăm sóc nuôi dưỡng tốt tốc độ tăng trưởng của kỳ đà có thể tăng lên 2-3 lần. Kỳ đà có thể lột da mỗi năm một lần vào khoảng tháng 8 đến tháng 10. Kỳ đà mây thường mắc một số bệnh như viêm ngoài da, táo bón, tiêu chảy, ký sinh trùng đường ruột, ký sinh trùng ngoài da.

## Chăn nuôi
Chúng được chăn nuôi để lấy thịt ở Việt Nam. Kỳ đà là con vật ưa nóng, có thể chịu đựng ở nhiệt độ 600C nhưng không chịu được lạnh dưới 100C, do vậy vùng đất từ Quảng Bình trở vào, nhất là khu vực miền Trung đều có thể nuôi được. Thịt kỳ đà có thể chế biến thành nhiều món ăn, da là nguyên liệu quý để làm đồ thủ công mỹ nghệ, mật kỳ đà trị bệnh hen suyễn, động kinh, gan nhiễm mỡ, trung bình mỗi con kỳ đà mới thả nuôi nặng 0,8 kg Để có được giấy phép nuôi động vật hoang dã thông thường và quý hiếm phải với cơ quan chức năng mục đích nuôi, nguồn gốc xuất xứ con giống, sơ đồ hệ thống của trại nuôi và có đơn lên Chi cục Kiểm lâm đề nghị được cấp giấy phép nuôi và kỳ đà.
Nuôi giống này cũng chẳng cần quá cầu kỳ, thức ăn chúng ưa thích là nhái, cóc, thịt lợn, trứng chim cút. Trong các tháng trú đông (từ tháng 12 đến tháng 3), nhu cầu sử dụng thức ăn của chúng giảm. Kỹ thuật nuôi chúng không khó, thức ăn chính là da heo, các phụ phế phẩm ở lò mổ đem về nấu chín, thậm chí mùa đông chỉ cần cho ăn vài con cóc nhái là kỳ đà có thể sống cả tháng. Tuy là bò sát thuộc loại quý hiếm nhưng kỳ đà vân có thể sinh sản trong điều kiện nuôi nhốt.
Trong chăn nuôi, cần thiết kế chuồng nuôi cần chọn vị trí phù hợp trong không gian xanh và sử dụng các biện pháp kỹ thuật hợp lý như rọi đèn điện, xây hang bằng bêtông để đảm bảo nhiệt độ sống thích hợp cho chúng. Kỳ đà lột xác một lần trong năm vào khoảng tháng 8 đến tháng 10. Sau mỗi lần lột xác tốc độ tăng trưởng của kỳ đà có thể gấp 2-3 lần. Trong tự nhiên, kỳ đà đẻ mỗi năm một lứa, mỗi lứa được trung bình khoảng 15 đến 17 trứng, tuy nhiên chỉ có khoảng 35% số trứng đó có khả năng nở. Tuy nhiên nếu chúng ta hỗ trợ việc ấp trứng nhân tạo trong điều kiện nhiệt độ thích hợp thì tỉ lệ này sẽ tăng cao. 